# Dagny Ros Asmundsdottir
Dagny Ros Asmundsdottir (Reykjavik, 1972) is een Belgisch-IJslandse kok, bekend van tv. Ze kwam in 2007 naar België om met een Erasmusbeurs economie te studeren, maar was al snel aangetrokken door koken en gerechten bedenken. Zij opende in 2008 Fisk Boutique, een vis- en delicatessenwinkel in Antwerpen, dan een traiteurzaak, maar verkocht die na de zwangerschap van haar laatste kind.
Dagny Ros is te zien op de culinaire zender Njam, waar ze onder meer het ontbijtprogramma Toasted presenteert met collega Dominique Persoone. Ze trad ook op in de VTM-programma's MasterChef, Junior MasterChef en De Perfecte Keuken. Ze verving Sofie Dumont tijdens haar zwangerschapsverlof in het kookprogramma De keuken van Sofie. Ze nam in 2016 deel aan het spelprogramma De Slimste Mens ter Wereld. Daarnaast schreef ze ook haar eigen kookboeken Easy Iceland. en Easy Nordic. Hierin bouwt Asmundsdottir verder op de simpele en gezonde Scandinavische keukentradities met ingrediënten en kruiden uit de hele wereld. Ze legt daarbij ook de nadruk op het gezelligheidsaspect van gezamenlijk koken, zoals in IJsland.

## Privé
Dagny Ros is getrouwd met een Vlaming met wie ze drie kinderen heeft.